# De tikkende tinkan
De tikkende tinkan is een stripverhaal uit de reeks van Suske en Wiske. Het wordt geschreven door een scenario- en tekenteam onder leiding van Peter Van Gucht en Luc Morjaeu. Het werd gepubliceerd in De Standaard en Het Nieuwsblad vanaf 1 februari 2007 tot en met 23 mei 2007. De eerste albumuitgave was op 28 februari 2007.

## Locaties
Dit verhaal speelt zich af op de volgende locaties:
- de aarde, de woestijn van Ahmai-daz-ihr-drooch, België, planeet in ander planetenstelsel, de maan, Aarde Afval Park (AAP).

## Personages
In dit verhaal komen de volgende personages voor:
- Suske, Wiske, tante Sidonia, Lambik, Jerom, professor Barabas, Theofiel Boemerang, Celestine Boemerang, Tinkan (zakelijk leider en stichter van AAP), blikken soldaatjes, Piet (ruimtewezen), Reenbo-Worior[1] (van de Intergalactische Milieu-inspectie), wetenschappers.

## Uitvindingen
In dit verhaal spelen de volgende uitvindingen mee:
- de digitale superzender, de ruimtekruiser[2], de gyronef.

## Het verhaal
Tante Sidonia dwingt Suske en Wiske mee te helpen tijdens de grote schoonmaak en merkt dat de kinderen het afval niet scheiden. Lambik komt langs en probeert de stofzuiger te repareren, maar het ding slaat op hol en Lambik schiet hem kapot. Suske heeft een spam-mailtje van T.O. Feel Cleen Schoonmaakartikelen gekregen en hij ziet dat het bedrijf ook stofzuigers verkoopt. Theofiel komt langs en brengt een nieuwe stofzuiger en hij vertelt dat e-commerce de toekomst is. De spammail komt ook aan op de computer van professor Barabas en die stuurt een boodschap naar een net ontdekte planeet met zijn digitale superzender. Een computervirus uit de spammail komt mee met het bericht en gaat de ruimte in. Als Lambik met Suske en Wiske gaat joggen vallen er allemaal metalen uit de lucht en er zijn berichten op het nieuws, ’s nachts zien de vrienden een logo op de maan en Lambik denkt dat het om het einde der tijden gaat. Professor Barabas komt langs en vertelt dat hij drie weken daarvoor een planeet in een ander zonnestelsel heeft ontdekt, na zijn bericht naar deze planeet gebeurden er vreemde dingen op de maan. De VN-veiligheidsraad heeft gevraagd te onderzoeken wat er aan de hand is op de maan en de vrienden gaan naar de Ruimtekruiser. Onderweg zien ze een ruimteschip neerstorten en een grote robot loopt het toestel uit en wordt verslagen door Jerom. Overal ter wereld storten ruimteschepen neer en het zijn allemaal oude en versleten toestellen. Jerom helpt met het bergen van de wrakstukken en gaat niet mee naar de maan. Suske, Wiske, tante Sidonia en Lambik vliegen met de ruimtekruiser naar de maan en zien een grote zender. Lambik ontdekt dat dit een superlaser is, gemaakt door de gebroeders Beam artisanale lasers sinds 1807, en hij volgt het snoer. De anderen vliegen naar de achterkant van de maan en zien een ruimtestation. Ze worden ontvangen door Tinkan op AAP, hij vraagt wat ze willen storten en ontdekken dat buitenaardse beschavingen hun rommel op de blauwe bol mogen storten. De robot is boos als hij hoort dat de vrienden vinden dat hij de planeet niet mag bevuilen en vertelt wat de mens zelf allemaal veroorzaakt heeft. Op de thuisplaneet van Tinkan, P-zewever, was alles gerecycled en de vrienden horen dat Theofiel de aarde heeft verkocht.
De spammail van Theofiel is ontvangen door Tinkan en het schoonmaakbedrijf had een oplossing voor het afvalprobleem, de vrienden willen Tinkan aanvallen maar worden tegengehouden door kleine groene blikjes. Theofiel vertrekt met Celestine en Tinkan houdt de vrienden onder schot, maar dan krijgt Tinkan bericht dat een ruimtetankschip van de planeet Toxico 80 miljoen ton supergiftig chemisch afval wil storten. Lambik vindt een schakelaar en schakelt de elektriciteit van de laser uit, maar Tinkan besluit het schip nu met zijn ruimteschip te beschermen. Tante Sidonia heeft door dat Tinkan een oogje op haar heeft en biedt aan met hem mee te vliegen om het tankschip te beschermen. Suske en Wiske worden opgesloten en tante Sidonia hoort dan dat er een zelfvernietigingssysteem is ingesteld op vijftien minuten. Lambik kan de kinderen bevrijden met een blikopener en ze zien dan dat de ruimtekruiser door Theofiel en Celestine is meegenomen. De basis AAP ontploft en een felle lichtflits volgt, tante Sidonia is erg bedroefd maar wil de aarde ondanks alles redden. De vrienden hebben een vrachtwagen gestolen en zijn zo ontsnapt aan de ontploffing, professor Barabas besluit met andere wetenschappers dat de giftank met een kruisraket moet worden opgeblazen voordat hij de aarde bereikt. Tinkans ruimteschip wordt door de vrachtwagen uit baan gebracht en professor Barabas ziet via een scherm hoe Lambik door de ruimte op weg is naar het vrachtschip. De kruisraket wordt door Tinkan stukgeschoten voordat hij Lambik en de tank raakt, professor Barabas besluit dat er nog een raket op het ding moet worden afgevuurd. Tinkan raakt de vrachtwagen en Suske en Wiske komen in rook te zitten, tante Sidonia weet de motor van de tank te raken en de aarde is gered. Lambik komt in het ruimteschip en Tinkan valt hem en tante Sidonia aan, Suske en Wiske zien dat het schip recht op het vrachtschip afvliegt.
Tante Sidonia kan Tinkan met een spiegeltje verslaan en Lambik probeert het schip nog uit koers te halen, maar het ontploft in de steekvlam van het vrachtschip. De koers is veranderd en tante Sidonia en Lambik blijken uit de shuttle te zijn gesprongen en hebben alles overleefd in een ruimtepak. Professor Barabas stuurt een bericht, de container is nog altijd op weg naar de aarde. Professor Barabas vliegt met Jerom en een man naar de woestijn van Ahmai-daz-ihr-drooch en Jerom probeert te voorkomen dat het ding breekt. Doordat Jerom struikelt over een steentje breekt het ding toch en de glibberige massa stroomt over het woestijnzand. Er breekt een groot stortbui uit en de gyronef stort neer, maar Jerom blijkt niet dood te zijn door de giftige substantie. Professor Barabas analyseert het gif en merkt dat het nu een zeer sterke kunstmest is geworden door het contact met water, in de woestijn schieten overal plantjes omhoog en het verandert snel in een jungle. Ze vliegen terug naar huis en zien de ruimtekruiser landen op het laboratorium. Thoefiel en Celestine stappen uit en professor Barabas is woedend, maar dan blijkt dat Theofiel de vrienden na hun noodsignaal heeft opgepikt. Theofiel besluit in de kunstmest te gaan handelen en Lambik heeft Tinkan meegenomen, een ruimteschip landt en Reenbo-Worior van de Intergalactische Milieu-inspectie stapt uit en vertelt dat ze al lange tijd op zoek zijn naar Tinkan. Tinkan vertelt dat hij zich altijd minderwaardig heeft gevoeld omdat hij van gerecycled materiaal is gemaakt en Reenbo-Worior laat zien dat zij ook van zwerfvuil is gemaakt, Tinkan wordt verliefd en ze vertrekken samen.

## Achtergronden bij het verhaal
Halverwege september 2006 vermeldde Studio Vandersteen op haar website de titel van dit verhaal, maar over de inhoud was toen nog weinig bekend. Men dacht dat het zou moeten gaan over een schroothandelaar of groothandel in ijzerwaren en iets dat 's nachts rond drie uur een tikkend geluid maakt.
In het album zijn ruimteschepen uit Star wars te zien, dit zijn een Naboo-Starfighter en een bak vol Tie-Fighters. Op diezelfde bak staat tevens het woord Dark Side, eveneens een verwijzing uit Star Wars.

## Achtergronden bij de uitgaven
- De eerste publicatie vindt plaats in de dagbladen De Standaard en Het Nieuwsblad met 2 stroken per dag vanaf 2 februari 2007. Hieraan voorafgaand is op 1 februari de gebruikelijke aankondiging.